# Theo van Doesburg
Theo van Doesburg (Utrecht, 30 de agosto de 1883-Davos, 7 de marzo de 1931) fue un pintor, teórico, poeta y arquitecto neerlandés. Theo van Doesburg escribiría también bajo los pseudónimos I.K. Bonset y Aldo Camini. Estuvo casado con la artista, pianista y coreógrafa Nelly van Doesburg.

## Primeros años
Theo van Doesburg nació como Christian Emil Marie Küpper el 30 de agosto de 1883 en Utrecht (Países Bajos). Era el séptimo hijo del fotógrafo alemán Wilhelm Küpper y de su esposa Henrietta Catherina Margadant. Un año después  su nacimiento, el estudio fotográfico de su padre quebró y éste se marchó a Alemania. En septiembre de 1884, el resto de la familia se fue a vivir a Ámsterdam con el relojero Theodorus Doesburg, con quien su madre contrajo matrimonio en 1893..
En la escuela primaria, Emile fue un alumno difícil. Como no quería hacer otra cosa que leer, fue expulsado del colegio. Nunca completó la educación secundaria ni los estudios superiores. Asistió brevemente a la Escuela de Arte Vocal y Dramático de Cateau Esser en Ámsterdam, pero su deseo de convertirse en pintor o escritor iba en aumento. Sus primeros tanteos con la pintura datan de 1899, y hacia 1902-1903 recibió algunas clases del pintor Adri Grootens.  continuando de forma autodidacta desde entonces. Firmó su primera obra con el nombre de su padrastro: Theo Doesburg, al que añadió la inserción "van" en 1902.

## Vida y Obra
Además de por la pintura y la literatura, Van Doesburg se dedicó al estudio de la sociología, la filosofía y la ética. Pero también le interesaban la política y la religión, como demuestra su afiliación a la Liga Democrática por la Libertad de Pensamiento (Vrijzinnig-Democratische Bond) y su ingreso en la iglesia reformada. En esta búsqueda, hacia 1903 conoció a la también poeta autodidacta Agnita Feis, a quien dedicó uno de sus primeros poemas en septiembre de 1904.
En 1908 realizó su primera exposición de pintura en La Haya, encuadrando su arte en el naturalismo hasta 1915-16, en la que su obra empezaría un proceso de abstracción y geometrización coincidiendo con los contactos con los primeros miembros del grupo, entre los que se encontraba Piet Mondrian, junto a quien fundaría en Leiden la revista De Stijl, órgano de prensa del movimiento neoplasticista, cuyo primer número saldría en octubre de 1917.
Entre 1921 y 1923 seguiría editando la revista desde Weimar, donde organizaría unos cursos paralelos a los que se impartían en la Bauhaus sobre el nuevo estilo a los que asistirían muchos de los estudiantes y profesores de la Bauhaus.
Durante su estancia en Weimar, Van Doesburg también había entablado amistad con los constructivistas, especialmente con László Moholy-Nagy, El Lissitzky y Hans Richter, entre otros, con quienes participaría en Düsseldorf en el Congreso Internacional de Artistas Progresistas en 1922, del que posteriormente saldría la Fracción Internacional Constructivista. Ambos movimientos tenían un objetivo común: proponer la reconstrucción material y espiritual del mundo. Van Doesburg y otros miembros de De Stijl entrarían a formar parte de la Revista G, órgano del constructivismo alemán cuya redacción estaba formada por Hans Richter, El Lissitzky y Gräff y contando, además, con Ludwig Mies van der Rohe como colaborador. Para Banham, Theo van Doesburg fue el primer artista abstracto que contribuiría a modificar la visión de la Bauhaus, pero solo fue el primero. El verdadero mérito de este cambio se lo otorga a László Moholy-Nagy. La relación entre van Doesburg y la Bauhaus de Weimar ha sido objeto de gran controversia y discusión. Según Overy, el impacto que causaron aproximadamente al mismo tiempo la influencia de la vanguardia rusa, representada por El Lissitzky, y la holandesa, de la mano de van Doesburg, sería decisivo para lograr el cambio de un método de enseñanza y una actitud basada en el artesanado al de la estética de la máquina y la producción en masa, que tendría lugar en 1923.
En 1924, tras la ruptura con Mondrian, publicaría en la revista un manifiesto en el que explicaba el arte elementarista. El elementarismo suponía una relación ambigua de ruptura y continuidad y, según van Doesburg, constituía el punto más alto de la evolución pictórica, que había pasado de la composición clásica simétrica a la composición concéntrica cubista y, de ahí, a la composición periférica neoplástica. La contracomposición elemental añadía una nueva dimensión a la anterior concepción neoplástica: diagonales, planos inclinados y colores disonantes que destruían el equilibrio de la horizontal y vertical introduciendo el dinamismo y la tensión. En el cambio que experimentó la obra pictórica de van Doesburg desde 1923 a 1924, para Crego, tuvieron una importancia clave sus exploraciones sobre la cuarta dimensión, sus proyectos arquitectónicos y el intercambio de ideas con El Lissitzky. En Hacia una construcción colectiva, de 1924, escrito junto a Cornelis van Eesteren, parecía poner de manifiesto su actitud ambivalente hacia la pintura abstracta:
«Hemos establecido el verdadero lugar del color en la arquitectura, y así declaramos que la pintura carente de una construcción arquitectónica (es decir, la pintura de caballete) no tiene razón de existir».
En 1926, van Doesburg, Jean Arp y Sophie Taeuber-Arp, recibirían el encargo de remodelar el interior de un gran restaurante y club nocturno de Estrasburgo, el Café «Aubette» (1926-28), que supondría el mayor proyecto colectivo de van Doesburg.
En 1930 diseñaría su casa-estudio en el 29 rue Charles Infroit de Val-Fleury, en Meudon.
Van Doesburg se mantuvo activo en grupos de artísticos como Cercle et Carré, Arte Concreto y Abstraction-Création, que fundaría en 1931.
A finales de febrero de 1931 tuvo que marcharse a Davos en Suiza por problemas de salud, falleciendo el 7 de marzo de 1931. En 1932, Nelly van Doesburg, junto a muchos de los nuevos y antiguos miembros de la revista, entre ellos Mondrian, publicaron el último número homenaje a Theo van Doesburg en 1932.
Tras su fallecimiento, su viuda, la también artista Nelly van Doesburg, cuidó de su legado artístico.

## Selección de obras

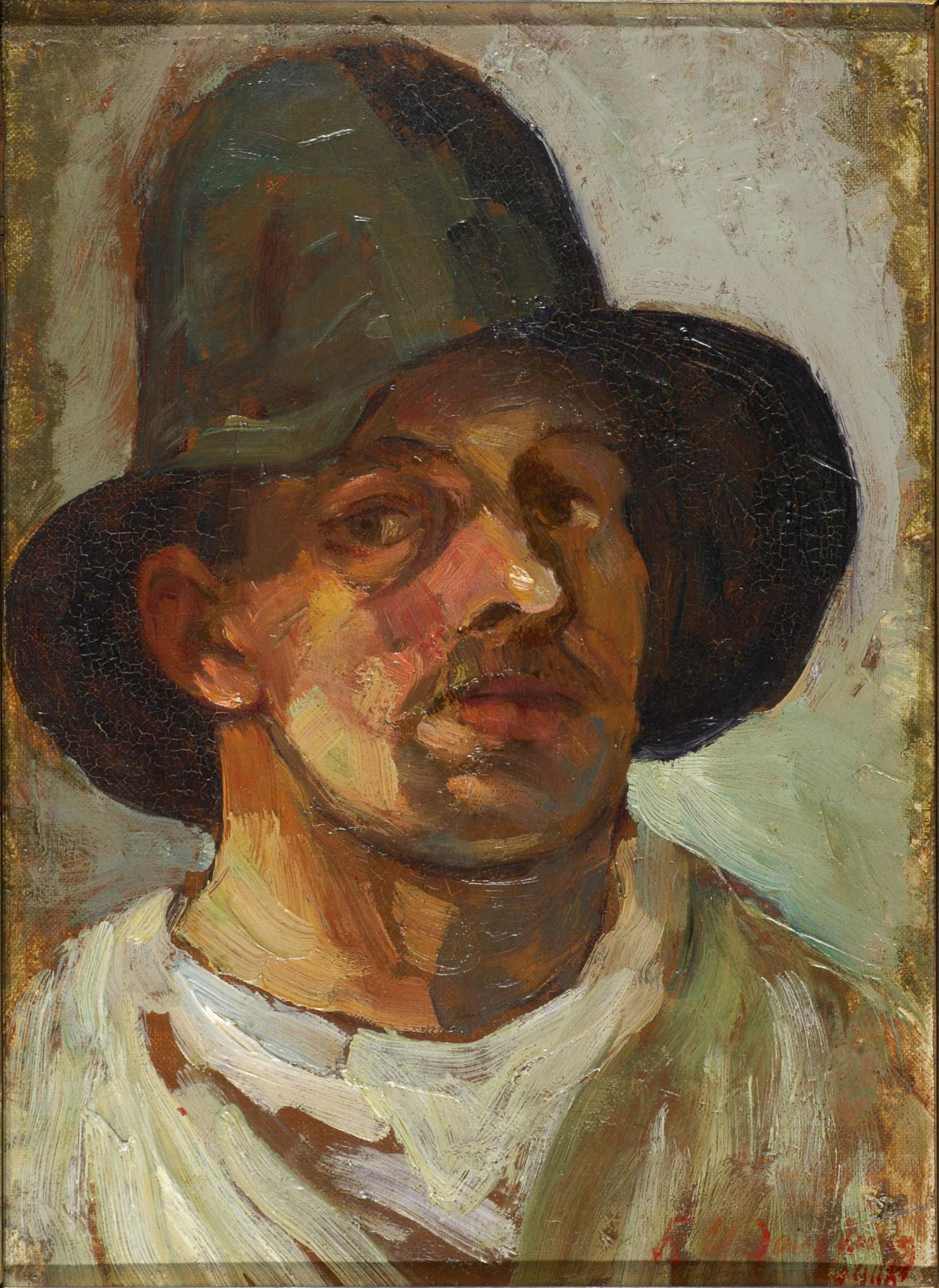
(1906) Autorretrato con sombrero
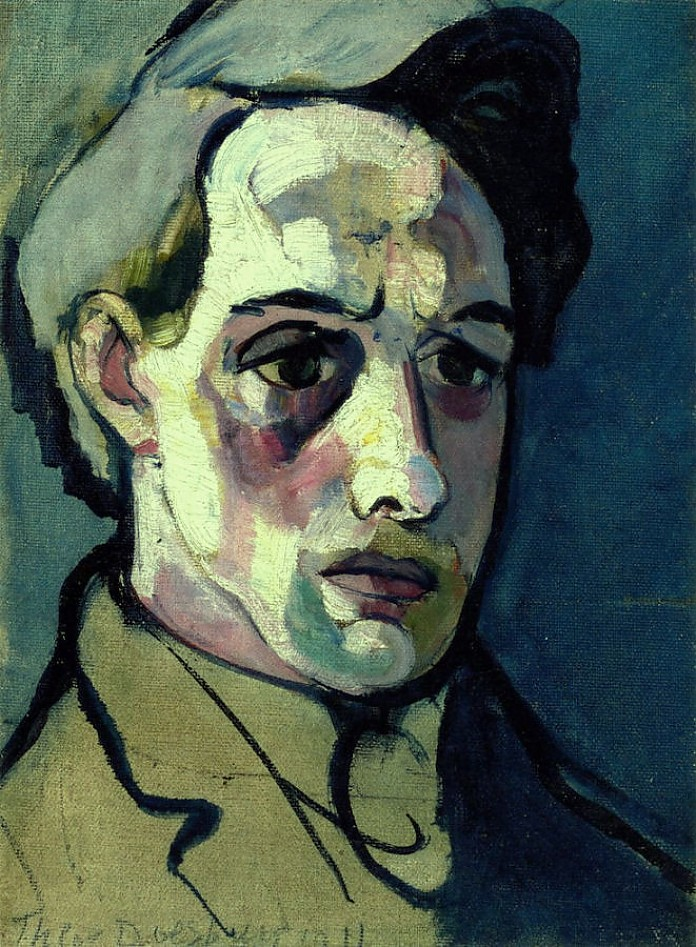
(1915) Autorretrato
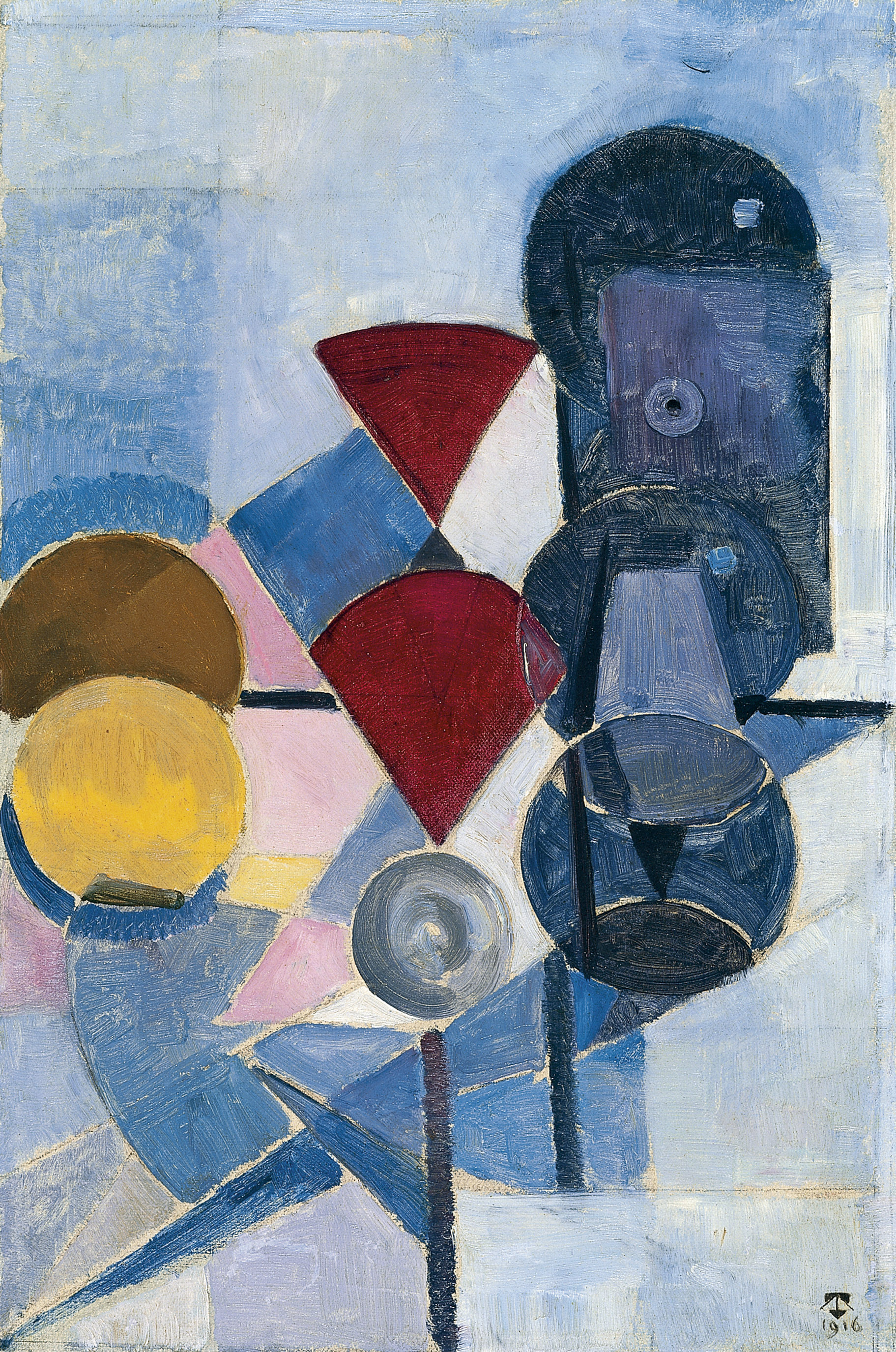
(1916) Composición II (Naturaleza muerta) óleo sobre tela Museo Thyssen-Bornemisza, Madrid
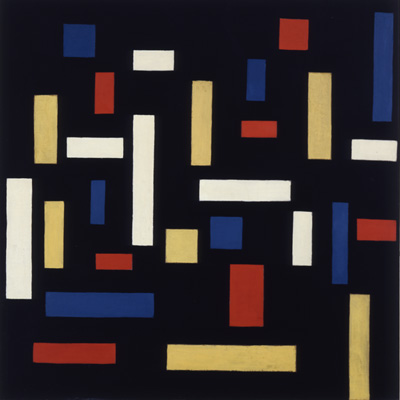
(1917) neoplasticismo (las tres gracias)
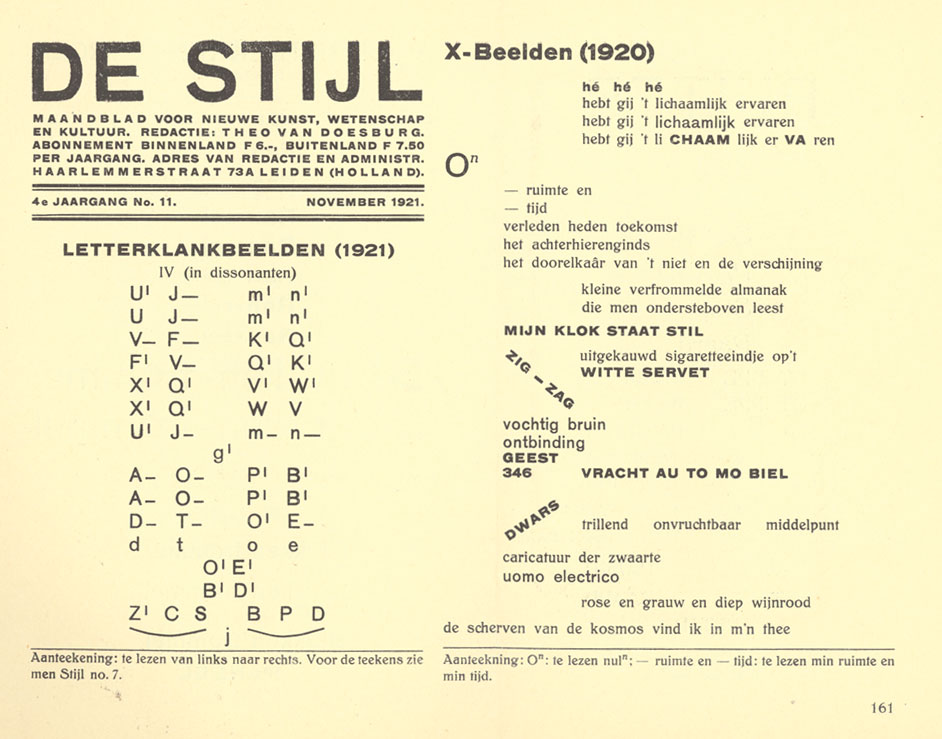
(1921) Revista De Stijl, Letterklankbeelden, proyecto gráfico de Theo van Doesburg (con el pseudónimo I.K. Bonset)
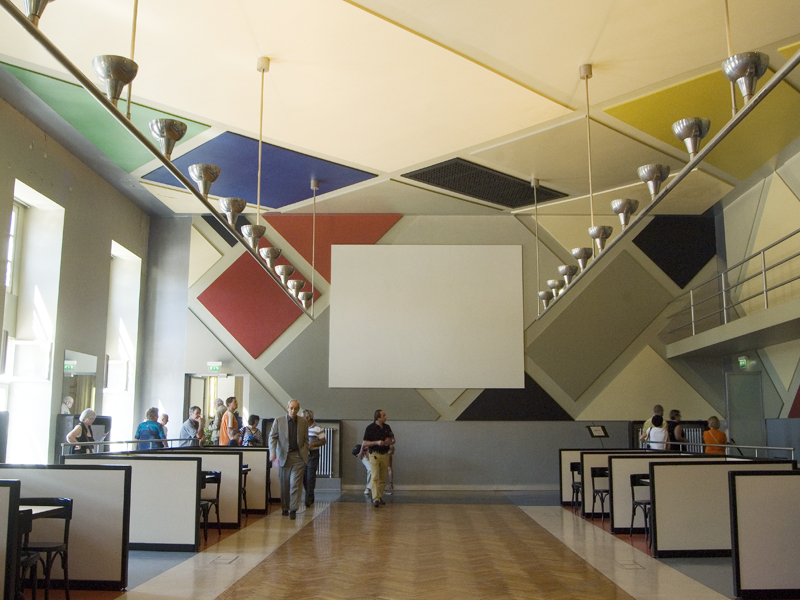
(1928) Reconstrucción del salón de baile y cine diseñado por Theo van Doesburg: “Cinébal” en la Aubette Estrasburgo